# Jeremy Dale Roberts
Pour les articles homonymes, voir Jeremy Roberts et Roberts.
Jeremy Dale Roberts (16 mai 1934 – 11 juillet 2017) est un compositeur anglais.

## Biographie
Après un premier contact avec les compositeurs Ralph Vaughan Williams et Gerald Finzi, Dale Roberts étudie auprès de William Alwyn et la compositrice Priaulx Rainier, à la Royal Academy of Music de Londres. Il prend sa retraite de la tête du département de composition à la Royal College of Music de Londres en 1999. Il est professeur de composition à l'Université de l'Iowa en 1999-2000 et en 2004.
Ses compositions ont reçu l'attention lors du 70e anniversaire de naissance de l'ensemble Lontano, pour un concert donné à la Purcell Room à Londres en 2004 ; et lors de la sortie d'un disque par les mêmes, au début de l'année suivante. Plus récemment, par la publication d'un enregistrement de Croquis, par le label britannique NMC Recordings.
Un écrivain a décrit son style comme « une sorte d'exotisme somptueusement ascétique ». Il a en outre, caractérisé la musique de Dale Roberts en ces termes :
- la forme miniature et les possibilités associées de structuration développée ;
- référence à des artistes et des œuvres dans d'autres formes d'art (en particulier la sculpture et la peinture) ;
- l'utilisation occasionnelle de citations d'autres compositeurs (quoique dans le contexte d'un idiome moderniste plutôt « pur ») ; et
- un penchant pour des instrumentations insolites[5].

Une critique de l'enregistrement du disque Croquis note : « Les miniatures de Dale Roberts sont brillamment capables de condenser une image familière, comme la roue ou la fugue, et s'accumuler dans de substantielles 54 minutes de production » ».

## Œuvres
Ses compositions ont été jouées à travers le monde : aux festivals d'Edimbourg et d'Aldeburgh, à la Biennale de Venise, au Diorama de Genève et aux festivals d'Avignon et de Paris.
- Concerto pour violoncelle Deathwatch, écrit pour Rohan de Saram ;
- Tombeau pour Stephen Kovacevich ;
- Croquis pour trio à cordes, écrit pour les membres du Quatuor Arditti (commande de la BBC) ;
- In the Same Space, neuf poèmes de Constantin Cavafy, écrit pour le baryton-basse Stephen Varcoe ;
- Lines of Life, épisodes lyrique pour ensemble, écrit pour l'ensemble Lontano (commande de la BBC) ;
- Casidas y Sonetos — del amor oscuro, pour guitare seule (commande de l'organistation Arts Council) pour Charles Ramierez ;
- Hamadryad pour flûte alto, alto et guitare ;
- Stelae, une œuvre pour gamelan ;
- Nightpiece pour soprano et deux violes de gambe ;
- Tristia pour violon et piano, écrite pour Peter Sheppard Skærved et Aaron Shorr.

## Discographie
- The Music of Jeremy Dale Roberts Lorelt LNT118 (2005)
- Tristia – Croquis NMC D151 (2009)
- The NMC Songbook NMC 150 (2009)
- Viva Concertante! Albany TROY 1110/11
- Shades of Love – 4 cycles to the Poetry of Constantin Albany TROY 1256
- Finnegan's WAKE Albany TROY 680
- Spectrum 4 Usk 1227CDD
- Spectrum for Piano Duet ABRSM
- Chamber and Instrumental Music Toccata Classics TOCC0487 (2018)